# Magnolia subg. Yulania
Magnolia subg. Yulania  es un  subgénero de la familia de las magnoliáceas. Comprende las siguientes secciones:

## Secciones
- Michelia
- Yulania